# Polydesmus tenuis
Polydesmus tenuis är en mångfotingart som beskrevs av Peters 1864. Polydesmus tenuis ingår i släktet Polydesmus och familjen plattdubbelfotingar. Inga underarter finns listade i Catalogue of Life.